# Чемпіонат ФРН з футболу 1976—1977: Бундесліга
Сезон Бундесліги 1976–1977 був 14-им сезоном в історії Бундесліги, найвищого дивізіону футбольної першості ФРН. Він розпочався 14 серпня 1976 і завершився 21 травня 1977 року. Діючим чемпіоном країни була «Боруссія» (Менхенгладбах), яка змогла захистити чемпіонський титул, відірвавшись на одне турнірне очко від найближчого переслідувача, «Шальке 04», і здобувши свій п'ятий титул найсильнішої команди Німеччини.

## Формат змагання
Кожна команда грала з кожним із суперників по дві гри, одній вдома і одній у гостях. Команди отримували по два турнірні очки за кожну перемогу і по одному очку за нічию. Якщо дві або більше команд мали однакову кількість очок, розподіл місць між ними відбувався за різницею голів, а за їх рівності — за кількістю забитих голів. Команда з найбільшою кількістю очок ставала чемпіоном, а три найгірші команди вибували до Другої Бундесліги.

## Зміна учасників у порівнянні з сезоном 1975–76
«Ганновер 96», «Кікерс» (Оффенбах) і «Баєр 05» (Юрдінген) за результатами попереднього сезону вибули до Другої Бундесліги. На їх місце до вищого дивізіону підвищилися «Теніс Боруссія», переможець Північного дивізіону Другої Бундесліги, «Саарбрюкен», переможець Південного дивізіону, а також «Боруссія» (Дортмунд), яка здолала у двоматчевому плей-оф за місце у Бундеслізі «Нюрнберг».

## Команди-учасниці
| Клуб                            | Місто              | Стадіон               | Вміщує  |
| ------------------------------- | ------------------ | --------------------- | ------- |
| «Герта» (Берлін)                | Берлін             | Олімпіаштадіон        | 100,000 |
| «Теніс Боруссія»                | Берлін             | Олімпіаштадіон        | 100,000 |
| «Бохум»                         | Бохум              | Воновія Рурштадіон    | 40,000  |
| «Айнтрахт» (Брауншвейг)         | Брауншвейг         | Айнтрахтштадіон       | 38,000  |
| «Вердер»                        | Бремен             | Везерштадіон          | 32,000  |
| «Боруссія» (Дортмунд)           | Дортмунд           | Зігналь Ідуна Парк    | 54,000  |
| «Дуйсбург»                      | Дуйсбург           | Ведауштадіон          | 38,500  |
| «Фортуна» (Дюссельдорф)         | Дюссельдорф        | Райнштадіон           | 59,600  |
| «Рот-Вайс» (Ессен)              | Ессен              | Георг-Мельхес-Штадіон | 40,000  |
| «Айнтрахт» (Франкфурт-на-Майні) | Франкфурт-на-Майні | Вальдштадіон          | 62,000  |
| «Гамбург»                       | Гамбург            | Фолькспаркштадіон     | 80,000  |
| «Кайзерслаутерн»                | Кайзерслаутерн     | Бетценберг            | 42,000  |
| «Карлсруе»                      | Карлсруе           | Вільдпаркштадіон      | 50,000  |
| «Кельн»                         | Кельн              | Рейн Енергі Штадіон   | 61,000  |
| «Боруссія» (Менхенгладбах)      | Менхенгладбах      | Бекельбергштадіон     | 34,500  |
| «Баварія» (Мюнхен)              | Мюнхен             | Олімпіаштадіон        | 70,000  |
| «Саарбрюкен»                    | Саарбрюккен        | Людвігспаркштадіон    | 40,000  |
| «Шальке 04»                     | Гельзенкірхен      | Паркштадіон           | 70,000  |

## Турнірна таблиця
| Поз | Команда                         | І  | В  | Н  | П  | ГЗ | ГП  | РГ  | О  | Кваліфікація або пониження                    |
| --- | ------------------------------- | -- | -- | -- | -- | -- | --- | --- | -- | --------------------------------------------- |
| 1   | «Боруссія» (Менхенгладбах) (C)  | 34 | 17 | 10 | 7  | 58 | 34  | +24 | 44 | Перший раунд Кубка чемпіонів 1977—1978        |
| 2   | «Шальке 04»                     | 34 | 17 | 9  | 8  | 77 | 52  | +25 | 43 | Перший раунд Кубка УЄФА 1977—1978             |
| 3   | «Айнтрахт» (Брауншвейг)         | 34 | 15 | 13 | 6  | 56 | 38  | +18 | 43 | Перший раунд Кубка УЄФА 1977—1978             |
| 4   | «Айнтрахт» (Франкфурт-на-Майні) | 34 | 17 | 8  | 9  | 86 | 57  | +29 | 42 | Перший раунд Кубка УЄФА 1977—1978             |
| 5   | «Кельн»                         | 34 | 17 | 6  | 11 | 83 | 61  | +22 | 40 | Перший раунд Кубка володарів кубків 1977—1978 |
| 6   | «Гамбург»                       | 34 | 14 | 10 | 10 | 67 | 56  | +11 | 38 | Перший раунд Кубка володарів кубків 1977—1978 |
| 7   | «Баварія» (Мюнхен)              | 34 | 14 | 9  | 11 | 74 | 65  | +9  | 37 | Перший раунд Кубка УЄФА 1977—1978             |
| 8   | «Боруссія» (Дортмунд)           | 34 | 12 | 10 | 12 | 73 | 64  | +9  | 34 |                                               |
| 9   | «Дуйсбург»                      | 34 | 11 | 12 | 11 | 60 | 51  | +9  | 34 |                                               |
| 10  | «Герта» (Берлін)                | 34 | 13 | 8  | 13 | 55 | 54  | +1  | 34 |                                               |
| 11  | «Вердер»                        | 34 | 13 | 7  | 14 | 51 | 59  | −8  | 33 |                                               |
| 12  | «Фортуна» (Дюссельдорф)         | 34 | 11 | 9  | 14 | 52 | 54  | −2  | 31 |                                               |
| 13  | «Кайзерслаутерн»                | 34 | 12 | 5  | 17 | 53 | 59  | −6  | 29 |                                               |
| 14  | «Саарбрюкен»                    | 34 | 9  | 11 | 14 | 43 | 55  | −12 | 29 |                                               |
| 15  | «Бохум»                         | 34 | 11 | 7  | 16 | 47 | 62  | −15 | 29 |                                               |
| 16  | «Карлсруе» (R)                  | 34 | 9  | 10 | 15 | 53 | 75  | −22 | 28 | Пониження у класі до Другої Бундесліги        |
| 17  | «Теніс Боруссія» (R)            | 34 | 6  | 10 | 18 | 47 | 85  | −38 | 22 | Пониження у класі до Другої Бундесліги        |
| 18  | «Рот-Вайс» (Ессен) (R)          | 34 | 7  | 8  | 19 | 49 | 103 | −54 | 22 | Пониження у класі до Другої Бундесліги        |

1. 1 2  Оскільки «Кельн» кваліфікувався до Кубка володарів кубків, його місце у Кубку УЄФА перейшло до «Баварії» (Мюнхен).
2. ↑  «Гамбург» став володарем Кубка володарів кубків 1976—1977, отримавши таким чином місце у розіграші цього трофею на наступний сезон.

## Результати
| Команда                         | ГЕР | ТЕН | БОХ | АЙБ | ВЕР | БРД | ДУЙ | ФОР | РВЕ | АЙФ | ГАМ | КАЙ | КАР | КЕЛ | БРМ | БАВ | СРБ | Ш04 |
| ------------------------------- | --- | --- | --- | --- | --- | --- | --- | --- | --- | --- | --- | --- | --- | --- | --- | --- | --- | --- |
| «Герта» (Берлін)                | —   | 2–0 | 2–0 | 2–1 | 2–1 | 3–2 | 2–4 | 4–0 | 2–1 | 2–3 | 2–1 | 2–0 | 1–1 | 2–4 | 0–1 | 1–1 | 1–1 | 2–1 |
| «Теніс Боруссія»                | 2–0 | —   | 1–1 | 0–0 | 2–4 | 2–3 | 1–5 | 4–2 | 2–2 | 1–1 | 1–1 | 4–2 | 4–2 | 3–2 | 0–1 | 3–1 | 1–1 | 1–3 |
| «Бохум»                         | 4–2 | 2–1 | —   | 1–1 | 0–2 | 2–1 | 2–1 | 1–2 | 2–1 | 3–1 | 4–2 | 1–0 | 1–0 | 1–2 | 0–0 | 5–6 | 1–2 | 1–2 |
| «Айнтрахт» (Брауншвейг)         | 2–2 | 3–1 | 2–0 | —   | 0–1 | 3–1 | 1–1 | 0–0 | 6–0 | 3–1 | 0–1 | 2–1 | 3–3 | 4–2 | 1–1 | 1–0 | 1–0 | 1–0 |
| «Вердер»                        | 1–0 | 0–0 | 2–0 | 2–2 | —   | 3–0 | 2–2 | 0–2 | 3–1 | 2–1 | 2–2 | 2–0 | 1–1 | 2–1 | 1–0 | 2–3 | 1–0 | 1–1 |
| «Боруссія» (Дортмунд)           | 2–1 | 4–0 | 0–2 | 0–0 | 2–4 | —   | 2–1 | 1–2 | 4–2 | 2–2 | 4–4 | 5–2 | 7–2 | 1–2 | 0–0 | 3–3 | 2–1 | 2–2 |
| «Дуйсбург»                      | 1–1 | 1–1 | 0–0 | 1–1 | 3–0 | 0–0 | —   | 1–0 | 4–0 | 4–3 | 0–0 | 1–0 | 3–1 | 1–1 | 3–2 | 5–2 | 2–3 | 2–2 |
| «Фортуна» (Дюссельдорф)         | 2–3 | 0–0 | 1–0 | 1–3 | 3–2 | 3–2 | 2–0 | —   | 4–4 | 1–2 | 2–0 | 2–3 | 3–0 | 1–3 | 0–1 | 0–0 | 5–1 | 1–2 |
| «Рот-Вайс» (Ессен)              | 2–2 | 1–0 | 3–3 | 2–1 | 0–0 | 1–5 | 1–5 | 5–3 | —   | 1–8 | 1–2 | 3–2 | 3–2 | 0–3 | 1–0 | 1–4 | 1–0 | 2–2 |
| «Айнтрахт» (Франкфурт-на-Майні) | 3–3 | 7–1 | 2–2 | 3–0 | 7–1 | 1–4 | 3–1 | 1–1 | 3–1 | —   | 2–1 | 2–0 | 3–2 | 4–0 | 1–3 | 2–1 | 2–1 | 6–3 |
| «Гамбург»                       | 2–0 | 2–1 | 5–1 | 0–2 | 5–3 | 3–4 | 2–0 | 1–1 | 5–3 | 3–1 | —   | 1–0 | 2–1 | 2–1 | 4–1 | 5–0 | 0–0 | 2–2 |
| «Кайзерслаутерн»                | 0–2 | 3–1 | 2–0 | 1–3 | 4–2 | 2–1 | 2–0 | 0–2 | 7–1 | 2–2 | 2–0 | —   | 3–1 | 4–2 | 1–2 | 1–1 | 1–0 | 2–0 |
| «Карлсруе»                      | 0–3 | 4–1 | 2–1 | 1–1 | 3–1 | 2–1 | 2–1 | 1–1 | 1–1 | 2–0 | 2–2 | 1–1 | —   | 2–1 | 4–0 | 1–2 | 3–0 | 1–7 |
| «Кельн»                         | 3–2 | 8–4 | 6–1 | 3–0 | 3–0 | 1–1 | 5–2 | 2–2 | 2–2 | 2–0 | 3–3 | 3–1 | 4–1 | —   | 0–3 | 3–0 | 5–1 | 2–0 |
| «Боруссія» (Менхенгладбах)      | 2–1 | 3–0 | 4–2 | 1–1 | 3–1 | 1–1 | 1–1 | 3–1 | 6–0 | 1–3 | 0–0 | 0–0 | 5–1 | 3–1 | —   | 1–0 | 3–0 | 2–0 |
| «Баварія» (Мюнхен)              | 1–0 | 9–0 | 1–1 | 2–2 | 1–0 | 1–2 | 2–2 | 2–1 | 5–1 | 0–3 | 6–2 | 3–0 | 5–0 | 4–1 | 2–2 | —   | 5–1 | 0–7 |
| «Саарбрюкен»                    | 1–1 | 0–0 | 0–1 | 1–2 | 2–0 | 2–2 | 1–0 | 0–0 | 2–1 | 2–2 | 3–2 | 2–2 | 1–1 | 3–1 | 2–2 | 6–1 | —   | 2–3 |
| «Шальке 04»                     | 4–0 | 5–4 | 3–1 | 2–3 | 3–2 | 4–2 | 3–2 | 2–1 | 3–0 | 1–1 | 1–0 | 5–2 | 2–2 | 1–1 | 1–0 | 0–0 | 0–1 | —   |

1. ↑  Матч «Кайзерслаутерна» проти «Фортуни» (Дюссельдорф) 27 листопада 1976 року була перервана після 76 хвилин гри за рахунку 0–1 через неоднарозове кидання пляшок з трибун. Матч було скасовано і згодом господарям було присуджено поразку 0–2[4].

## Найкращі бомбардири
34 голів
- Дітер Мюллер («Кельн»)

28 голів
- Герд Мюллер («Баварія» (Мюнхен))

26 голів
- Бернд Гельценбайн («Айнтрахт» (Франкфурт-на-Майні))

24 голів
- Клаус Фішер («Шальке 04»)
- Вольфганг Франк («Айнтрахт» (Брауншвейг))

21 гол
- Йозеф Качор («Бохум»)

20 голів
- Горст Грубеш («Рот-Вайс» (Ессен))
- Бенні Вендт («Теніс Боруссія»)
- Рюдігер Венцель («Айнтрахт» (Франкфурт-на-Майні))

19 голів
- Клаус Топпмеллер («Кайзерслаутерн»)

## Склад чемпіонів
| «Боруссія» (Менхенгладбах) |
| --- |
| Воротар: Вольфганг Кнайб (34). Захисники: Райнер Бонгоф (33 / 6); Ганс-Юрген Вітткамп (33 / 5); Ганс Клінкгаммер (29); Горст Волерс (27 / 2); Берті Фогтс (к; 27 / 1); Франк Шеффер (27); Норберт Рінгельс (7). Півзахисники: Герберт Віммер (31 / 2); Улі Штіліке (24 / 4); Горст Кеппель (22 / 3); Вільфрід Ганнес (21 / 3); Крістіан Кулик (18 / 1); Дітмар Даннер (3). Нападники: Аллан Сімонсен (34 / 12); Юпп Гайнкес (20 / 15); Герберт Гайденрайх (20 / 2); Карл Дельгає (16 / 1); Карстен Нільсен (1). (кількість ігор і голів наведені у дужках) Головний тренер: Удо Латтек. Був у заявці, але не взяв участі у жодній грі чемпіонату: Вольфганг Клефф; Ганс-Якоб Клінген; Ульріх Зуде; Герд Енгельс; Ганс-Юрген Офферманнс; Рудольф Горес. |